# Slocan (circonscription britanno-colombienne)
Pour les articles homonymes, voir Slocan.
Circonscription électorale provinciale du Canada
Slocan est une ancienne circonscription provinciale de la Colombie-Britannique représentée à l'Assemblée législative de la Colombie-Britannique de 1903 à 1924.

## Géographie
La circonscription représentait la ville et la région autour de Slocan dans le sud-est de la province.
La circonscription apparaît à la suite de l'augmentation de la population de la région de la circonscription de West Kootenay South causée par le développement des mines d'argent et de galène. Les circonscriptions de Greenwood, Kaslo, Rossland, Grand Forks, Nelson City et Ymir apparaissent aussi durant cette période.

## Liste des députés
| Législature                               | Années    | Député | Député                  | Parti        |
| Slocan                                    | Slocan    | Slocan | Slocan                  | Slocan       |
| ----------------------------------------- | --------- | ------ | ----------------------- | ------------ |
| 10e                                       | 1903–1907 |        | William Davidson        | Travailliste |
| 11e                                       | 1907–1909 |        | William Hunter          | Conservateur |
| 12e                                       | 1909–1912 |        | William Hunter          | Conservateur |
| 13e                                       | 1912–1916 |        | William Hunter          | Conservateur |
| 14e                                       | 1916–1920 |        | Charles Franklin Nelson | Libéral      |
| 15e                                       | 1920–1924 |        | William Hunter          | Conservateur |
| Circonscription abolie, voir Kaslo-Slocan |           |        |                         |              |